# Sit tibi terra levis
«Sit tibi terra levis» - латинський вираз, що перекладається як «Нехай земля тобі буде пухом». Використовувалася у римлян як епітафія, часто у вигляді великих першими літер: S · T · T · L. Досить поетична форма думки про масу землі, що здавлює тіло похованого. Безпосередньо звернена до небіжчика, висловлюючи ідею трансцендентності.
Існували варіанти: T · L · S («Terra levis sit», «Хай буде земля пухом») або S · E · T · L («Sit ei terra levis», «Нехай сему земля буде пухом»).
Еквівалентна сучасним християнським виразами «Requiescat in pace» (R. I. P.), тобто українською «спочивай з миром» або «Нехай спочиває з миром».